# José Vicente Conejero Gallego
José Vicente Conejero Gallego (Plasencia, 5 de abril de 1951) es un sacerdote y obispo católico español que actualmente se desempeña como Obispo de Formosa.

## Biografía

### Primeros años y formación
José Vicente nació el  5 de abril de 1951, en Plasencia, Cáceres, España.
Estudió en el seminario menor de Plasencia desde los 11 años. Posteriormente, estudió latín y humanidades. 

### Sacerdocio
Fue ordenado sacerdote el 20 de junio de 1975 en la catedral de Plasencia. 
Se trasladó a Formosa con los Misioneros de la Consolata. 
Como sacerdote desempeñó los siguientes ministerios:
- Vicario de la Parroquia de Palo Santo y Pirané.
- Delegado diocesano de vocaciones, de juventud y director diocesano de catequesis.

En 1982, fue nombrado párroco de la Sagrada Familia, en Formosa. 
Se trasladó a Roma para estudiar teología moral en la Pontificia Universidad Gregoriana. 
Fue nombrado párroco de San Luis de Francia en Formosa y vicario general de la diócesis.

### Episcopado
El 5 de diciembre de 1996 fue nombrado obispo coadjutor de Formosa, con derecho a sucesión, por el papa Juan Pablo II. Fue consagrado obispo el 19 de marzo de 1997. 
El 14 de enero de 1998, tras la renuncia de Dante Carlos Sandrelli, fue nombrado obispo de Formosa.